# تيغو كالديرون
تيغي كالديرون روزاريو ( سانتورسي ، بورتوريكو، 1 فبراير 1972م)، المعروف فنياً باسم تيغو كالديرون (Tego Calderón) ، هو مغني راب ومغني وكاتب أغاني وممثل بورتوريكي. يُعتبر أحد أعمدة الريغيتون، بسبب كلماته الاجتماعية، وجواهر الأفرو كاريبي، وكلاسيكياته في العقد الأول من القرن الحادي والعشرين. يعتبر أيضًا والد موسيقى الريغيتون ، لكونه أول فنان في تاريخ موسيقى الريغيتون جعل هذا النوع الموسيقي معروفًا في جميع أنحاء العالم بفضل ألبومه El Abayarde و أول من أعاد الحياة إليه. إنه أحد الفنانين الأكثر احترامًا وتأثيرًا في النوع الحضري اللاتيني. ذكر الفنانون المؤثرون مثل جي بالفين وراو أليخاندرو وريزيدينتي ودون عمر ، من بين آخرين ، اسمه في بعض الأغاني الفردية كتكريم لمسيرته الفنية.